# Stadlmann
Stadlmann ist ein deutscher Familienname.

## Herkunft und Bedeutung
Stadlmann ist ein Wohnstättenname für Personen, die an einem Stadel wohnen.

## Varianten
- Stadel, Stadelmann

## Namensträger
- Burkhard Stadlmann (* um 1948), österreichischer Elektroingenieur und Hochschullehrer
- Heinz Stadlmann (1925–2013), deutscher Journalist
- Josef Stadlmann (1881–1964), österreichischer Lehrer und Botaniker
- Martin Stadlmann (* 1994), österreichischer Radiomoderator
- Monika Stadlmann (* 1977), österreichische Triathletin
- Nini Stadlmann (* 1976), österreichische Sängerin und Schauspielerin